# Orrmaesia
Orrmaesia é um gênero de gastrópodes pertencente a família Drilliidae.

## Espécies
- Orrmaesia ancilla (Thiele, 1925) [3]
- Orrmaesia dorsicosta Kilburn, 1988[4]
- Orrmaesia longiqua Horro, Gori, Rosado & Rolán, 2021
- Orrmaesia microperforata Horro, Gori, Rosado & Rolán, 2021
- Orrmaesia nucella Kilburn, 1988[5]

Espécies trazidas para a sinonímia
- Orrmaesia innotabilis W.H. Turton, 1932: sinônimo de Orrmaesia ancilla (K.H.J. Thiele, 1925)